# Spongia lobosa
Spongia lobosa är en svampdjursart som beskrevs av Poléjaeff 1884. Spongia lobosa ingår i släktet Spongia och familjen Spongiidae. Inga underarter finns listade i Catalogue of Life.